# W. P. Kellino
W.P. Kellino, né le 30 novembre 1873 à Londres (Royaume-Uni), mort le 31 décembre 1957 à Edgware, est un réalisateur, scénariste et acteur britannique.

## Filmographie

### comme réalisateur
- 1912 : Pimple and the Snake
- 1913 : Everybody's Doing It
- 1914 : The White Stocking
- 1914 : The Student's Night Out
- 1914 : Picture Palace Piecans
- 1914 : Nobby Wins the Cup
- 1914 : Nobby the Knut
- 1914 : Nobby's Tango Teas
- 1914 : The Domestic Game Hunt
- 1914 : Bumbles Goes Butterflying
- 1914 : Betty's Birthday
- 1914 : After the Ball Was Over
- 1915 : The Wrong House
- 1915 : Who Kissed Her?
- 1915 : What a Bounder
- 1915 : Spoof!
- 1915 : Some Actors
- 1915 : Pote's Poem
- 1915 : Playing the Deuce
- 1915 : The Order of the Bath
- 1915 : The Only Man
- 1915 : Oh That Face!
- 1915 : The Man in Possession
- 1915 : His Father's Sin
- 1915 : He Would Act
- 1915 : Hamlet
- 1915 : Fighting Billy
- 1915 : A Fight for Life
- 1915 : Extravagant Molly
- 1915 : Eggs!
- 1915 : The Dustman's Nightmare
- 1915 : Caught in a Kilt
- 1915 : Billy's Spanish Love Spasm
- 1915 : Bill's Monicker
- 1916 : A Wife in a Hurry
- 1916 : The Terrible 'Tec
- 1916 : The Tale of a Shirt
- 1916 : The Perils of Pork Pie
- 1917 : Splash Me Nicely
- 1917 : The Missing Link
- 1917 : Hullo! Who's Your Lady Friend?
- 1917 : How's Your Poor Wife?
- 1917 : Economy
- 1917 : Billy the Truthful
- 1917 : Billy Strikes Oil
- 1918 : The Exploits of Parker
- 1919 : The Green Terror
- 1919 : Angel Esquire
- 1920 : Sweep
- 1920 : Souvenirs
- 1920 : Saved from the Sea
- 1920 : Run! Run!
- 1920 : On the Reserve
- 1920 : The Lightning Liver Cure
- 1920 : The Fordington Twins
- 1920 : The Fall of a Saint
- 1920 : Cupid's Carnival
- 1920 : Cousin Ebenezer
- 1920 : A Broken Contract
- 1921 : The Fortune of Christina McNab
- 1921 : Class and No Class
- 1921 : The Autumn of Pride
- 1922 : A Soul's Awakening
- 1922 : Rob Roy
- 1924 : Young Lochinvar
- 1924 : Not for Sale
- 1924 : The Mating of Marcus
- 1924 : His Grace Gives Notice
- 1924 : The Colleen Bawn
- 1925 : We Women
- 1925 : The Painted Lady
- 1925 : The Lady in Silk Stockings
- 1925 : The Lady in Lace
- 1925 : The Lady in Jewels
- 1925 : The Lady in High Heels
- 1925 : The Lady in Furs
- 1925 : The Gold Cure
- 1925 : Confessions
- 1927 : Further Adventures of a Flag Officer
- 1928 : Smashing Through
- 1928 : Sailors Don't Care
- 1929 : The Rocket Bus
- 1930 : Alf's Button
- 1931 : Who Killed Doc Robin?
- 1931 : Hot Heir
- 1931 : Bull Rushes
- 1931 : Aroma of the South Seas
- 1934 : The Poisoned Diamond
- 1934 : Sometimes Good
- 1935 : Royal Cavalcade
- 1935 : Lend Me Your Wife
- 1936 : Pay Box Adventure
- 1936 : Hot News

### comme scénariste
- 1915 : The Wrong House
- 1915 : Some Actors
- 1915 : Pote's Poem
- 1915 : Fighting Billy
- 1915 : Extravagant Molly
- 1934 : The Poisoned Diamond
- 1935 : Lend Me Your Wife

### comme acteur
- 1915 : Playing the Deuce : The Man
- 1917 : The Missing Link : Momkey